# Diecéze Teramo-Atri
Diecéze Teramo-Atri ((latinsky Dioecesis Aprutina nebo Teramensis-Hatriensis nebo Atriensis; italsky Diocesi di Teramo-Atri) je italská diecéze, patřící do církevní oblasti Abruzzo-Molise, která je sufragánní diecézí arcidiecéze Pescara-Penne.

## Historie
Diecéze Atri byla sloučena aeque principaliter s diecézí Penne (15. března 1252 – 1. července 1949).